# 皇后區中城隧道
皇后區中城隧道是一條位於美國紐約州紐約市的收費隧道，穿越東河底下以連接曼哈頓中城34街與皇后區長島市。隧道是由歐雷·辛史塔得（Ole Singstad）所設計，在1940年通車，設計結構由兩管隧道構成總共四線道，長1,955（6,414英尺），現今載有I-495，過去載有紐約州24號公路。小客車的費率為$8.50雙向收費，而使用電子收費E-ZPass則有50分錢的優惠；機車的費率為$2，E-ZPass使用者則有25分錢的優惠。紐約市政府擁有皇后區中城隧道，紐約大都會運輸署的附屬機構－三區橋樑暨隧道管理局則負責營運。
因為颶風珊迪來襲，隧道在2012年10月29日淹水，被迫暫時關閉修復至今。 现阶段工作日的晚9点至早6点，以及周末的全天，一侧的隧道被关闭，另一侧则改为双向车道。另一条位于下城的炮台公园隧道同样因为飓风的影响维修至今。纽约市极慢的维修效率给纽约市的通勤族以及司机造成极大的不便和痛苦。 完工之日遥遥无期，以致纽约市州长库默下命令要求纽约市的桥梁隧道维修必须在2017年夏天之前完工。

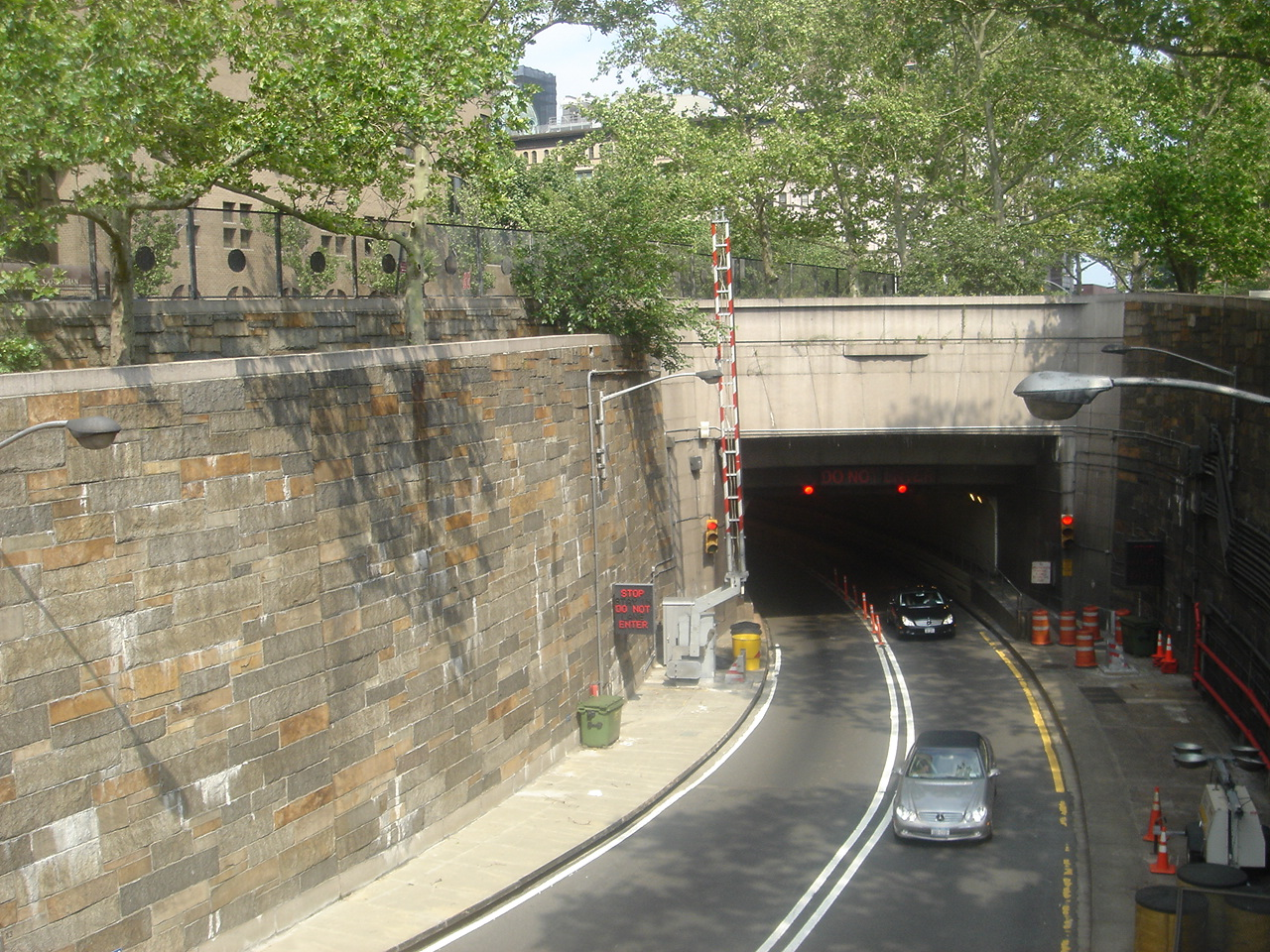
皇后區中城隧道在曼哈頓的出口端。